# Hrabstwo Faulk
Hrabstwo Faulk (ang. Faulk County) – hrabstwo w stanie Dakota Południowa w Stanach Zjednoczonych. Obszar całkowity hrabstwa obejmuje powierzchnię 1005,69 mil² (2604,72 km²). Według szacunków United States Census Bureau w roku 2009 miało 2210 mieszkańców.
Hrabstwo powstało w 1873 roku. Na jego terenie znajdują się następujące gminy (townships): Arcade, Devoe, Ellisville, Emerson, Enterprise, Freedom, Hillsdale, Irving, Lafoon, Myron, O'Neil, Pioneer, Saratoga, Tamworth, Union i Wesley.

## Miejscowości
- Chelsea
- Cresbard
- Faulkton
- Onaka
- Orient
- Rockham
- Seneca